# 津波対策の推進に関する法律
津波対策の推進に関する法律（つなみたいさくのすいしんにかんするほうりつ、平成23年6月24日法律第77号）は、津波対策の推進に関する日本の法律である。略称は津波対策推進法。
国や自治体に対し、防波堤や避難施設の整備、迅速な避難の確保、観測体制の強化などを求める法律である。

## 概要
前文、法の基本的な考え方（第1条 - 第3条）、ソフト面における津波対策の努力義務（第4条 - 第9条）、ハード面における津波対策の努力義務（第10条 - 第13条）、津波対策に係るその他の施策に関する規定（第14条 - 第16条、附則第2条）で構成。
津波の被害から「国民の生命、身体及び財産を保護するため、津波対策を総合的かつ効果的に推進し、もって社会の秩序の維持と公共の福祉の確保に資すること」を目的とする。また、安政南海地震と稲むらの火の故事にちなんだ11月5日を津波防災の日と定めた。

## 民主党政権での廃案と批判
2010年（平成22年）4月13日に自民党の二階俊博と松本純らで津波対策議員連盟が発足する。同年6月に自民党の松本純と小野寺五典ら野党議員が、2010年（平成22年）2月に起きたチリ地震では避難指示で3.8％の住民しか避難しなかったために、死者802人の死因のうちその大半である500人以上が津波によるものだったことへの対応を元に「津波対策の推進に関する法律案」を6月11日に議員立法で提出したが、第174回国会衆議院本会議で民主党が消極的だったため本格審議されずに継続審議の「つるし」扱いとなっていた。2011年（平成23年）3月11日に東北地方太平洋沖地震が発生し、死者の90.64%（14,308人）が大津波による溺死という甚大な被害が生じた。その後、与党民主党は法案への態度を転換して野党案をベースに共同提案に応じ、法案は震災後である2011年（平成23年）6月9日に再提出されて翌日可決と参議院受理、6月15日に参議院に委員会を通過し、6月17日に参議院本会議で可決、6月24日に津波対策の推進に関する法律として法案は成立した。法案成立後の6月20日の参院東日本大震災復興特別委員会で自民党の赤沢亮正は（法案が会期内に成立していた場合のように）東北地方太平洋沖地震の前年（2010年）の11月5日が「津波の日」に指定されていたら、全国で（津波発生に備えた）避難訓練が行われたはずであり、民主党の不作為で津波の被害者が増大したと批判した。当時の内閣総理大臣の菅直人は早期に法案を通していればもっと人命を救えたと述べて民主党政権の非を認めた。2012年（平成24年）に赤澤も参加した自由民主党国土強靭化総合調査会（二階が会長を務める）の第11回会合では「津波対策法案は一昨年、二階先生が中心に作られ国会に提出されたが、与党・民主党が乗らず、東日本大震災後にようやく成立した。震災前に法案が通っていれば、もっと色々と防げたものもあった。民主党はいつも後手後手の対応である。」と民主党の法案への対応を総括している。